# ナウシカア (小惑星)
(192) ナウシカア（英語: 192 Nausikaa）またはナウシカ、ナウシカー は、小惑星帯に位置するS型小惑星の一つ。1879年2月17日にオーストリアの天文学者、ヨハン・パリサがプーラ（当時はオーストリア・ハンガリー帝国領）で発見した。名称は、ホメーロスの『オデュッセイア』に登場する王女ナウシカアー（ナウシカア）にちなんでいる。
光度曲線のデータより、1985年にナウシカアから 150 km 離れた距離を公転する衛星が存在する可能性が指摘されたが、未だに確認されていない。また、光度曲線のデータに基づいたナウシカアの形状の立体モデルが作られており、粗いが長細くはない形をしていると考えられている。
1998年にアメリカ合衆国で、2007年8月15日に日本の福島県で掩蔽が観測された。